# Mercedes-Benz C 292
Der Mercedes-Benz C 292 ist ein SUV-Coupé der deutschen Automobilmarke Mercedes-Benz. Das Fahrzeug wurde unter dem Namen GLE Coupé vermarktet. GLE ist die neue Bezeichnung für die Fahrzeugklasse, die bisher vom ML vertreten wurde.
Die Weltpremiere fand im Januar 2015 auf der North American International Auto Show (NAIAS) in Detroit statt. Die Markteinführung erfolgte im Juli 2015. Der Einstiegspreis lag zur Markteinführung bei 66.699,50 Euro für das GLE 350 d 4MATIC Coupé.
Das Nachfolgemodell Mercedes-Benz C 167 wurde auf der IAA im September 2019 vorgestellt.

## Mercedes Concept Coupé SUV
Im April 2014 gab Mercedes auf der Auto China mit der Studie Mercedes Concept Coupé SUV einen Ausblick auf eine Coupé-Variante der M-Klasse. Diese hatte viele Details des späteren Serienfahrzeugs, wie etwa die Motorisierung des GLE 400 Coupés mit der 9G-TRONIC, LED-Scheinwerfer und das Fahrdynamik System Dynamic Select Control.

## Allgemeines
Das Modell hat ausgestellte Kotflügel, große Radausschnitte und große Bodenfreiheit sowie eine hohe Gürtellinie. Die Front wird von einem aufrecht stehenden Grill mit einer Lamelle, großen Lufteinlässen, sowie dreidimensional ausgearbeiteten LED-Scheinwerfern dominiert.
Der 5-Sitzer hat maximal 1650 Liter Gepäckraum.

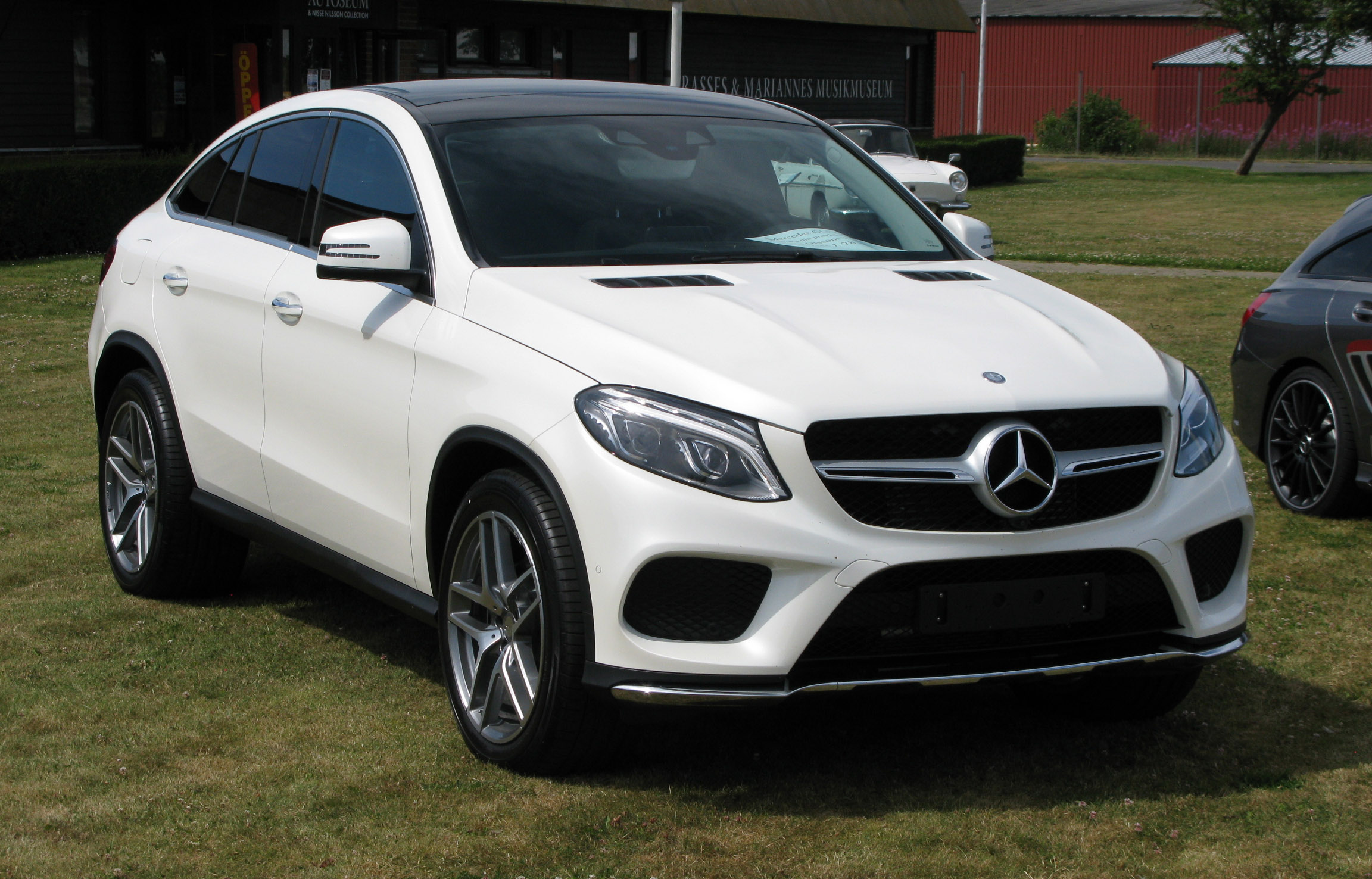
Vorderansicht
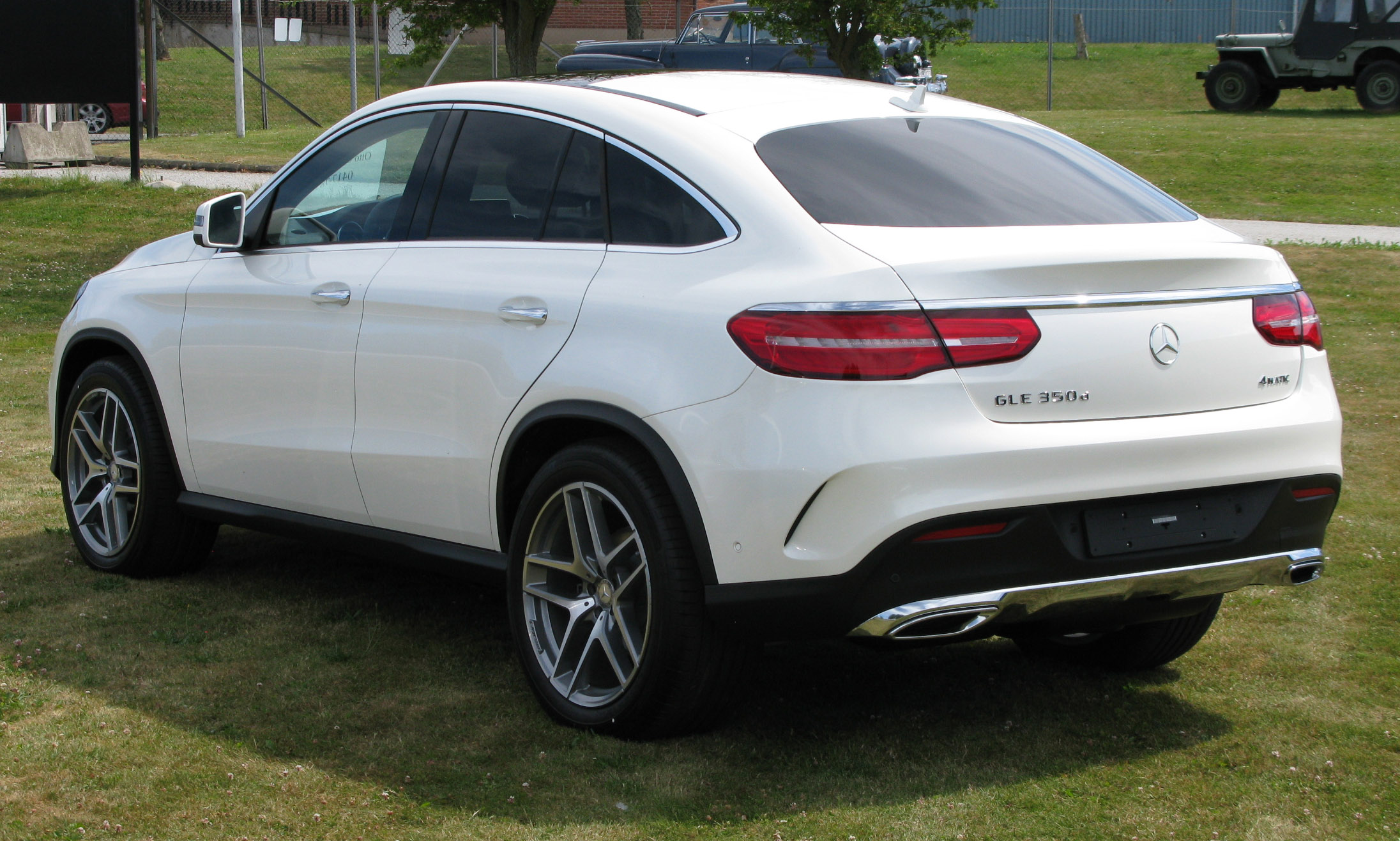
Heckansicht
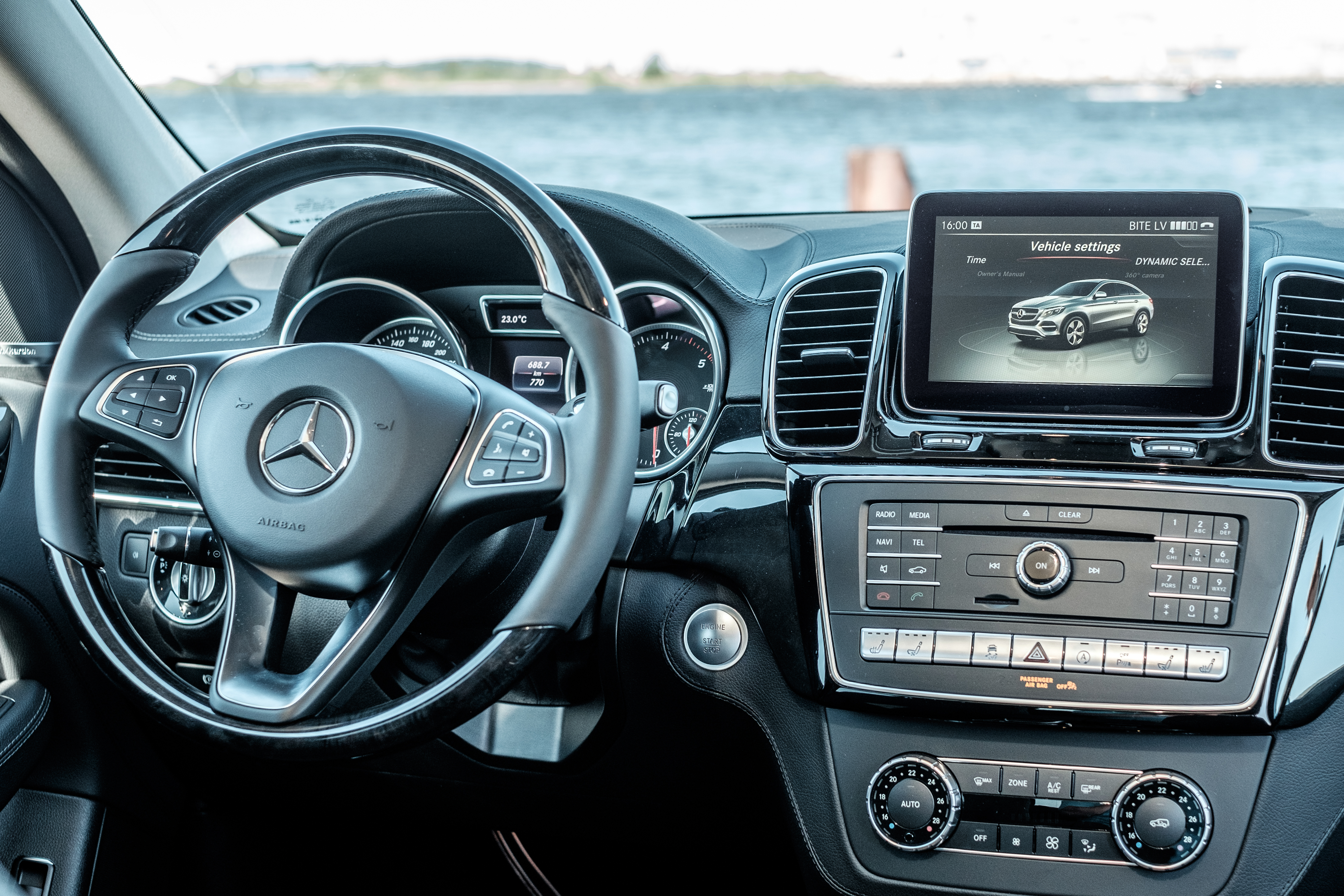
Innenansicht
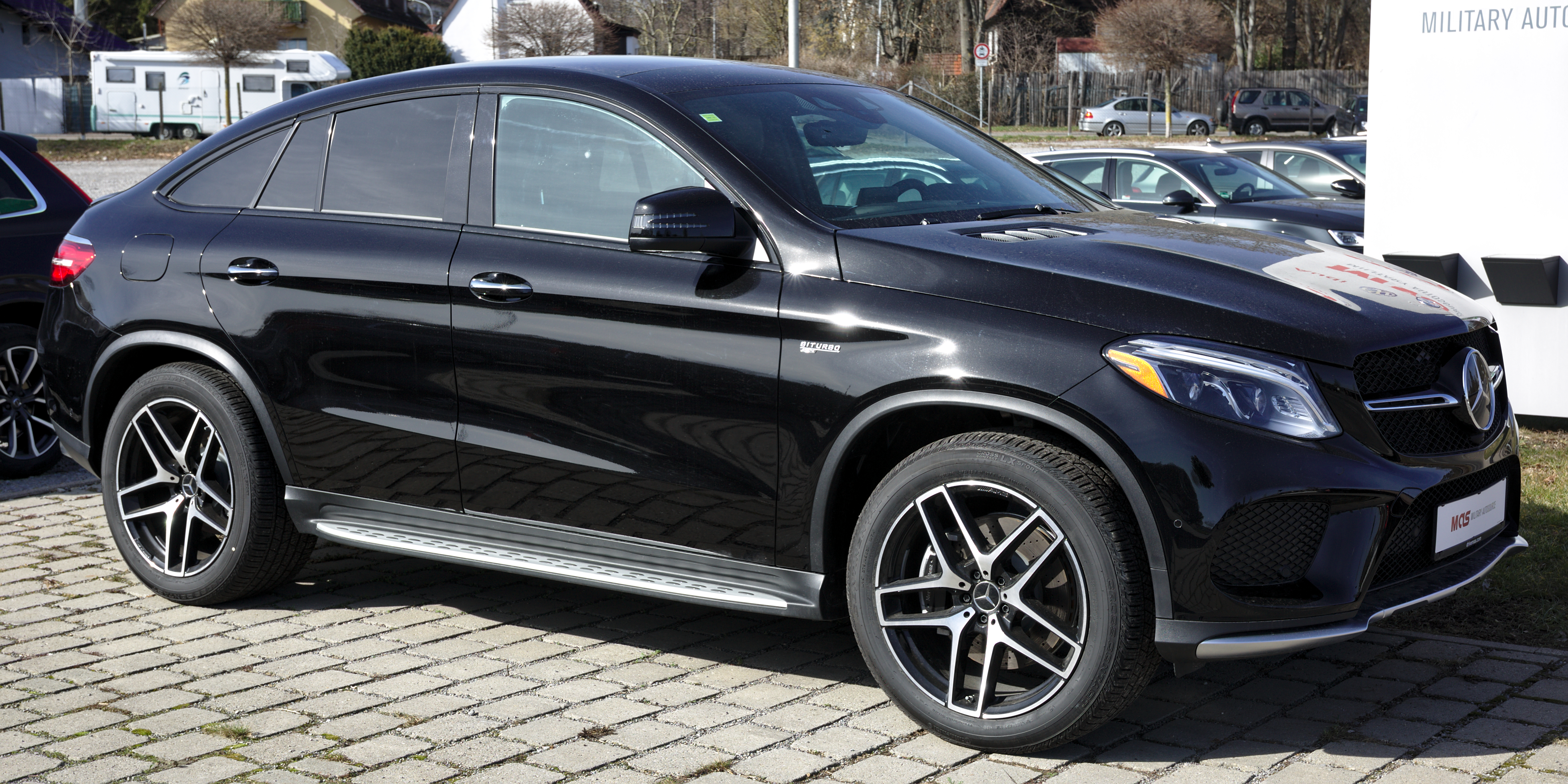
Mercedes-AMG GLE 43 Coupé (2015–2019)
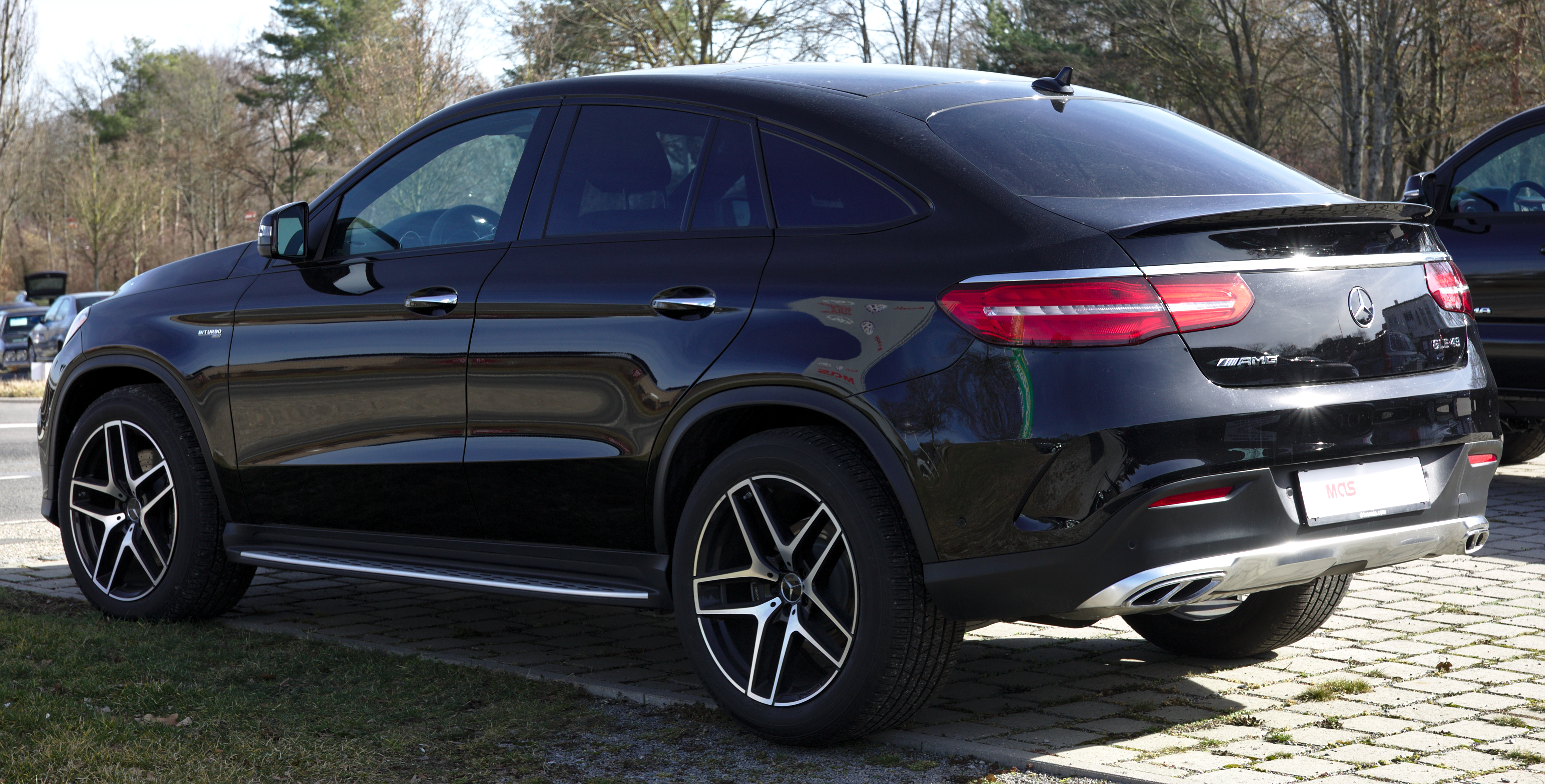
Heckansicht
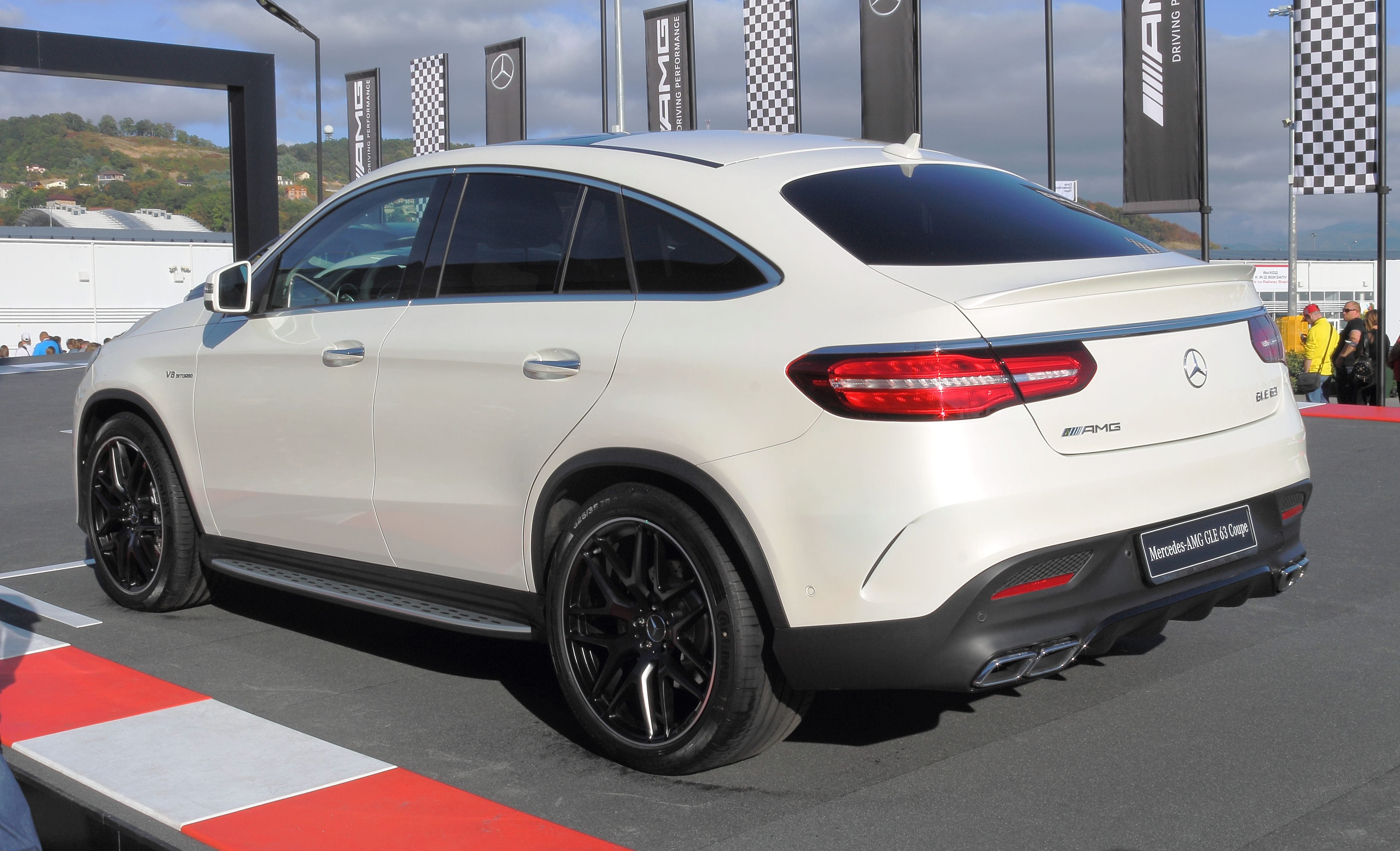
Mercedes-AMG GLE 63 S Coupé (2015–2019)

## Ausstattung und Pakete

### Serienausstattung
Das GLE Coupé ist serienmäßig ausgestattet mit Antriebsschlupfregelung, Antiblockiersystem, Stabilitätskontrolle, dem Neungang-Automatikgetriebe 9G-TRONIC mit Start-Stopp-Automatik, LED-Scheinwerfern, dem Radio Audio-20-CD mit 8 Lautsprechern und Remote-Online für Mercedes me connect sowie dem permanenten Allradantrieb 4MATIC.
Der GLE 350 d und GLE 400 erhalten das AGILITY-CONTROL-Fahrwerk mit Stahlfedern. Der Allradantrieb arbeitet mit einer Gierregelung.
Der GLE 450 AMG erhält als Serienausstattung das AMG-Stylingpaket, ebenso ist hier das sonst optionale AIRMATIC-Paket mit Luftfederung und stufenlosem adaptivem Dämpfungssystem (ADS Plus) mit Niveauregelung und automatischer Absenkung bei höheren Geschwindigkeiten bereits enthalten. Auf griffigem Untergrund verteilt der Allradantrieb das Antriebsmoment heckbetont zu 40 % auf die Vorder- und 60 % auf die Hinterachse.

### Sonderausstattung
AIRMATIC mit ADS Plus ist optional für alle Modelle lieferbar. Die aus der C-/E- und S-Klasse bekannten Assistenzsysteme sind im GLE Coupé ebenso verfügbar und sind teils in Ausstattungspakete gebündelt (Fahrassistenz-Paket Plus, Park-Paket). Optional erhältlich sind unter anderem ein Panorama-Glasdach, COMAND Online mit 8″ Display, ein Fond-Entertainment-System, ein TV-Tuner oder das Soundsystem Bang & Olufsen BeoSound AMG. Außerdem ist eine elektrisch ein- und ausschwenkbare Anhängevorrichtung mit Anhängerstabilisierung lieferbar.

## Technische Daten
Zum Marktstart im Juli 2015 wurden zunächst fünf Motorisierungen angeboten, vier Benzin- und ein Dieselmotor. Bestellbar war das GLE Coupé ab März 2015.

### Motorisierungen
| Kenngrößen                                  | GLE 400 4MATIC Coupé                 | AMG GLE 43 4MATIC Coupé (1)       | AMG GLE 43 4MATIC Coupé (1)          | GLE 500 4MATIC Coupé              | AMG GLE 63 4MATIC Coupé              | AMG GLE 63 S 4MATIC Coupé            | GLE 350 d 4MATIC Coupé           |
| Bauzeitraum                                 | 07/2015–08/2019                      | 07/2015–05/2017                   | 05/2017–08/2019                      | 01/2016–05/2018                   | 07/2015–08/2019                      | 07/2015–08/2019                      | 07/2015–08/2019                  |
| Motorkenndaten                              |                                      |                                   |                                      |                                   |                                      |                                      |                                  |
| Motorbezeichnung *                          | M 276 DE 30 AL                       | M 276 DE 30 AL                    | M 276 DE 30 AL                       | M 278 DE 46 AL                    | M 157 DE 55 AL                       | M 157 DE 55 AL                       | OM 642 LS DE 30 AL               |
| Motortyp                                    | V6-Ottomotor                         | V6-Ottomotor                      | V6-Ottomotor                         | V8-Ottomotor                      | V8-Ottomotor                         | V8-Ottomotor                         | V6-Dieselmotor                   |
| Gemischaufbereitung                         | Direkteinspritzung                   | Direkteinspritzung                | Direkteinspritzung                   | Direkteinspritzung                | Direkteinspritzung                   | Direkteinspritzung                   | Common-Rail-Direkteinspritzung   |
| Motoraufladung                              | Biturbo                              | Biturbo                           | Biturbo                              | Biturbo                           | Biturbo                              | Biturbo                              | Turbolader                       |
| Hubraum                                     | 2996 cm³                             | 2996 cm³                          | 2996 cm³                             | 4663 cm³                          | 5461 cm³                             | 5461 cm³                             | 2987 cm³                         |
| max. Leistung                               | 245 kW (333 PS) bei 5250–6000/min    | 270 kW (367 PS) bei 5500–6000/min | 287 kW (390 PS) bei 5500–6000/min    | 335 kW (455 PS) bei 5250–5500/min | 410 kW (557 PS) bei 5750/min         | 430 kW (585 PS) bei 5500/min         | 190 kW (258 PS) bei 3400/min     |
| max. Drehmoment                             | 480 Nm bei 1600–4000/min             | 520 Nm bei 2000–4200/min          | 520 Nm bei 2500–5000/min             | 700 Nm bei 1800–4000/min          | 700 Nm bei 1750–5500/min             | 760 Nm bei 1750–5250/min             | 620 Nm bei 1600–2400/min         |
| Kraftübertragung                            |                                      |                                   |                                      |                                   |                                      |                                      |                                  |
| Antrieb, serienmäßig                        | Allradantrieb                        | Allradantrieb                     | Allradantrieb                        | Allradantrieb                     | Allradantrieb                        | Allradantrieb                        | Allradantrieb                    |
| Getriebe, serienmäßig                       | Neunstufen-Automatik (9G-Tronic)     | Neunstufen-Automatik (9G-Tronic)  | Neunstufen-Automatik (9G-Tronic)     | Neunstufen-Automatik (9G-Tronic)  | AMG Speedshift Plus 7G-Tronic        | AMG Speedshift Plus 7G-Tronic        | Neunstufen-Automatik (9G-Tronic) |
| Messwerte                                   |                                      |                                   |                                      |                                   |                                      |                                      |                                  |
| Höchstgeschwindigkeit                       | 247 km/h                             | 250 km/h                          | 250 km/h                             | 250 km/h                          | 250 km/h [ 280 km/h ] (2)            | 250 km/h [ 280 km/h ] (2)            | 226 km/h                         |
| Beschleunigung, 0–100 km/h                  | 5,9 s                                | 5,7 s                             | 5,7 s                                | 4,9 s                             | 4,3 s                                | 4,2 s                                | 7,0 s                            |
| Kraftstoffverbrauch auf 100 km (kombiniert) | 8,9 l Super                          | 8,9 l Super Plus                  | 8,7 l Super Plus                     | 10,5 l Super                      | 11,9 l Super Plus                    | 11,9 l Super Plus                    | 7,2 l Diesel                     |
| CO2-Emission (kombiniert)                   | 207 g/km                             | 209 g/km                          | 246 g/km                             | 239 g/km                          | 279 g/km                             | 279 g/km                             | 187 g/km                         |
| Abgasnorm nach EU-Klassifikation            | Euro 6b ab 08/2018: Euro 6d-TEMP (3) | Euro 6b                           | Euro 6b ab 05/2018: Euro 6d-TEMP (3) | Euro 6b                           | Euro 6b ab 05/2018: Euro 6d-TEMP (3) | Euro 6b ab 05/2018: Euro 6d-TEMP (3) | Euro 6b ab 05/2018: Euro 6c (3)  |

* Die Motorbezeichnung ist wie folgt verschlüsselt:
M = Motor (Otto), OM = Ölmotor (Diesel), Baureihe = 3-stellig, DE = Direkteinspritzung, LS = Leistungssteigerung, Hubraum = Deziliter (gerundet), A = Abgasturbolader, L = Ladeluftkühlung

## Trivia
Bereits im April 2014 stand der einzige fahrbare Prototyp des GLE-Coupés für Filmaufnahmen von Jurassic World zur Verfügung. Die Fahrvorstellung erfolgte parallel zum Kinostart am 11. Juni 2015.